# Едвін Валенсія
Едвін Валенсія (ісп. Edwin Valencia, нар. 29 березня 1985, Флорида) — колумбійський футболіст, півзахисник бразильського «Флуміненсе» та збірної Колумбії.

## Клубна кар'єра
У дорослому футболі дебютував 2004 року виступами за команду клубу «Америка де Калі», в якій провів три сезони, взявши участь у 62 матчах чемпіонату. Більшість часу, проведеного у складі «Америка де Калі», був основним гравцем команди.
Своєю грою за цю команду привернув увагу представників тренерського штабу бразильського «Атлетіку Паранаенсе», до складу якого приєднався 2007 року. Відіграв за команду з Куритиби наступні три сезони своєї ігрової кар'єри. Граючи у складі «Атлетіку Паранаенсе», також здебільшого виходив на поле в основному складі команди.
До складу «Флуміненсе» приєднався 2010 року.

## Виступи за збірну
2006 року дебютував в офіційних матчах у складі національної збірної Колумбії. Наразі провів у формі головної команди країни 12 матчів.

## Титули і досягнення
- Чемпіон Південної Америки (U-20): 2005
- Переможець Ігор Центральної Америки та Карибського басейну: 2006